# Solanum aspersum
Solanum aspersum är en potatisväxtart som beskrevs av Sandra Diane Knapp. Solanum aspersum ingår i släktet skattor som ingår i familjen potatisväxter. Inga underarter finns listade i Catalogue of Life.